# Параграф 230
Параграф 230 (съкратено от „параграф 230 (47 USC § 230) от дял V на американския Закон за телекомуникациите от 1996 година“) е част от американския закон Communications Decency Act и урежда сфера на неприкосновеност, или освобождаване от отговорност на интернет доставчиците и ползвателите на интерактивни компютърни услуги в САЩ относно съдържанието, създадено и публикувано от трети страни. Определян е като „закона, който направи възможно възникването на интернет такъв, какъвто го познаваме“,
Той отсъства в първоначалния текст на Сената и е добавен след обсъждане в долната камара с почти единодушен вот. Внесен е като предложение от републиканеца от Калифорния Кристофър Кокс и демократа от Орегон Рон Уайдън под името „Закон за свобода в интернет и овластяване на семейството“ и е представен като „политика на правителството за насърчаване на непрекъснатото развитие на Интернет и други интерактивни компютърни услуги и медии и запазването на съществуващия за тях конкурентен свободен пазар“

## „26-те думи, които създадоха интернет“
Съгласно точка първа от клаузата от параграф 230 относно „Добрия самарянин“

Никой доставчик или потребител на интерактивна компютърна услуга не бива да бъде третиран като издател или говорител на каквато и да било информация, предоставена от друг доставчик на информационно съдържание
В оригинал 
No provider or user of an interactive computer service shall be treated as the publisher or speaker of any information provided by another information content provider.
В своята книга от 2019 година „Двадесет и шестте думи, които създадоха интернет", наричана „биография на параграф 230“, проф. Джеф Косеф отбелязва, че без параграф 230 платформи като YouTube, Facebook, Reddit, Wikipedia, Twitter и eBay – създадени от базирани в САЩ компании, просто не биха могли да съществуват. В книгата проф. Косеф разказва историята на създаването на този законодателен акт през личните спомени на Кокс и Уайдън.
Доктрината за освобождаване от отговорност, нормативно закрепена в параграф 230, се установява в съдебната практика с решението на Апелативния съд на САЩ за четвърти окръг по делото Zeran v. America Online, Inc.. Искът за него е внесен месец преди утвърждаването на Параграф 230 и разгледан през 1997 година. Като решава делото в полза на AOL, съдът потвърждава защитния механизъм на § 230 и признава целта на разпоредбата за „Добрия самарянин“ да насърчава „доставчиците да саморегулират разпространението на нежелателно съдържание чрез техните услуги“.
Режимът на имунитет за онлайн посредниците, въведен с Параграф 230, е възприет и от държавите от Европейския съюз с включването на клаузите за условната неотговорност на доставчиците на онлайн услуги в Директивата за електронната търговия от 2000 година [Директива 2000/31/EC].
Според автора на „Интернет право и регулация“ Греъм Смит чл. 15 от Директивата за електронната търговия, с който посредниците се освобождават от общо задължение за контрол, е „силен кандидат за най-значим законодателен акт в областта на интернет правото в Обединеното кралство и континентална Европа“

В американското законодателство освобождаването от отговорност за доставчиците на онлайн услуги (в т.ч. на интернет услуги) в случаи на нарушаване на авторското право е уредено в отделен закон – Digital Millennium Copyright Act от 1998 година, и по-специално в параграф 512 – Закон за ограничаване на отговорността за нарушения по авторското право (OCILLA). Правилата за освобождаване от отговорност, определени в OCILLA, са по-различни от тези на §230 и включват изискване за блокиране или премахване в колкото се може по-кратки срокове на достъпа до материал, който според правоносителите нарушава авторските и сродните им права, за което доставчиците са били уведомени

## Доналд Тръмп срещу Twitter
На 28 май 2020 година президентът на САЩ Доналд Тръмп подписа акт (executive order) „за предотвратяване на цензурата онлайн“, чието предназначение е да ограничи действието на 230 CDA за неотговорността на платформите. Според юридически експерти, цитирани в американските медии, с този акт Тръмп претендира за правомощия, каквито няма, а именно преразглеждане на тълкуването на раздел 230 от съдилищата. Смята се, че директивата ще бъде оспорена в съда. Въпреки че промяна в режима на освобождаване от отговорност на платформите изглежда вероятна, предвид политическия дебат не само в САЩ, но и в ЕС (Законопроект за цифровите услуги) и в Обединеното кралство (Бяла книга за онлайн вредите), конкретният ход на американския президент е реакционен. Той дойде в отговор на първия случай на поставяне на етикет за недостоверност на информацията на негово съобщение в Twitter от 26 май 2020 година, свързано с избирателния процес (екранна снимка 1).
Ден след подписване на директивата Twitter санкционира друго съобщение на американския президент за нарушаване на Правилата за ползване на услугата (Призоваване към насилие; екранна снимка 2). Същото съобщение остана немодерирано във Facebook, а изпълнителният директор на компанията, Марк Зукърбърг, публикува изявление-аргументация в тази връзка в своята профилна страница.